# 300B
Western Electric 300B (WE 300B, или просто 300B) — электронная лампа, мощный низкочастотный вакуумный триод прямого накала. Подлинная 300В выпускалась в 1938—1988 годы компанией Western Electric для использования в высококачественных профессиональных усилителях низкой частоты (УНЧ) и в линейных стабилизаторах напряжения особо высокой надёжности. 300В была последним, наиболее мощным и наиболее технически совершенным представителем класса прямонакальных низкочастотных триодов. В ней сочетались низкий уровень нелинейных искажений, способность работать при относительно низких напряжениях питания (300…450 В) и исключительно высокие надёжность и долговечность.
Из-за высокой себестоимости производства 300B не применялась в серийной бытовой аппаратуре и была практически неизвестна конструкторам-любителям ламповой эпохи. Лишь в 1960-е годы 300В привлекла внимание французских ценителей лампового звука. В 1970-е годы ажиотажный спрос на редкую, никогда не выпускавшуюся массово лампу возник в Японии; в 1990-е годы к японцам примкнули аудиофилы из Кореи, Тайваня и США. Спрос породил предложение: спустя год после закрытия завода Western Electric производство 300B было возобновлено вначале в США, а затем в Китае (1992), Чехии (1994), России (1990-е годы), Словакии, Японии и Германии (2015).

## Исторический очерк

### Предшественники
В начале 1920-х годов единственным потребителем мощных низкочастотных радиоламп была проводная телефония. Радиосвязь велась исключительно в телеграфном режиме и усиления звуковых частот не требовала. Телефонные же компании, экспериментировавшие с технологией частотного уплотнения каналов, нуждались не просто в мощных лампах, но в мощных лампах с низкими нелинейными искажениями (настолько низкими, чтобы гармонические искажения, неизбежно проникающие из одного частотно-уплотнённого канала в другой, не были заметны на слух). Ранним примером таких триодов, разработанных для телефонии, был британский тип 25. Около 1923 года, с началом постоянного амплитудно-модулированного радиовещания, возник потенциально огромный рынок бытовых радиоприёмников, и появилась потребность в мощных и недорогих приёмно-усилительных лампах. Триод 25, приспособленный под нужды Би-би-си, стал низкочастотным LS5A (LS от англ. loudspeaker, громкоговоритель). В США подконтрольная телефонной монополии AT&T компания Western Electric начала выпуск низкочастотного триода тип 225 — модификации радиочастотного триода VT2, разработанного ещё в 1917 году. К 1925 году древо эволюции мощных триодов разделилось на две ветви — лампы для генерации и модуляции радиочастот и лампы для усиления звуковых частот. Радиочастотные триоды могли усиливать и звуковые частоты, но требовали высоких напряжений питания и относительно дорогих выходных трансформаторов сложной конструкции. Низкочастотные триоды, отличавшиеся от радиочастотных редкой навивкой управляющей сетки и потому меньшим внутренним сопротивлением, этих недостатков не имели. Оборотной стороной малого внутреннего сопротивления был крайне низкий коэффициент усиления по напряжению (μ=2…5) и, как следствие, — повышенные требования к предоконечному каскаду усиления.
Первыми крупносерийными лампами этого класса стали относительно маломощные UX-112 (с оксидным катодом) и UX-171 (с торированным катодом); в 1928 году за ними последовал UX-250 (тип 50) — первый действительно мощный триод прямого накала, способный отдавать в нагрузку до 4,6 Вт выходной мощности в режиме А. Однако для реализации своих способностей UX-250 требовал напряжения питания 450 В, что было запретительно высоко для бытовой аппаратуры; при умеренно высоких напряжениях в 250…300 В UX-250 отдавал в нагрузку лишь 1,5…2,4 Вт. По этой причине UX-250 применялся относительно редко, а самым массовым триодом начала 1930-х годов стал разработанный в 1929 году низковольтный двухваттный UX-245 (тип 45). Все эти лампы были разработаны Westinghouse, а наибольший объём их выпуска приходился на долю контролировавшей Westinghouse RCA. Благодаря патентному соглашению основных производителей, радиозаводы США выпускали одни и те же типы ламп, а номенклатура этих типов была ограничена. Реструктуризация 1929—1930 годов, объединившая капиталы RCA, General Electric, Victor и Westinghouse в холдинг под контролем Давида Сарнова, окончательно консолидировала отрасль. Европейская промышленность, напротив, была раздроблена, а европейская номенклатура ламп переполнена обозначениями-синонимами и близкими аналогами. Европейцы на три года опередили Америку в разработке экранированных ламп, но первый европейский мощный триод — британский PX4 — пошёл в серию лишь в октябре 1929 года, после американского UX-245. Японцы, копировавшие американские новинки с отставанием в один-два года, ограничились выпуском лицензионных копий UX-245 и UX-250.

В 1930 году Western Electric ответила конкурентам из RCA выпуском триода 252А — близкого аналога UX-250 с заявленной выходной мощностью до 8 Вт, также требовавшего высокого (450 В) напряжения питания. В профессиональном двухтактном УНЧ Western Electric две 252A отдавали в нагрузку 12 Вт. Эта лампа — прямой предшественник 300B — выпускалась лишь несколько лет и к 1990-м годам стала исключительной редкостью. В 1932 году Western Electric выпустили мощный триод косвенного накала 271A, развивавший выходную мощность до 2,8 Вт. Новинка оказалась неудачной, и Western Electric вернулись к проверенным временем прямонакальным катодам. В том же 1932 году на смену 271А пришёл триод прямого накала 275А — близкий аналог более известной лампы 2A3, применявшийся в кинематографических установках Western Electric 1932—1934 годов выпуска. Выпускали на Western Electric и точные копии UX-245 — но только по военному заказу.

### Производство и применение
В 1933 году Western Electric выпустила ещё более мощную лампу 300A, сменившую 252А. Предельная мощность рассеяния на аноде выросла до 40 Вт при мощности накала 6 Вт, что потребовало увеличить геометрический размер баллона до 16,5 см в высоту (с цоколем) и 6,2 см в диаметре. 300A применялась в основном в кинематографических звукоустановках фирменной системы Mirrophonic. В базовой конфигурации канал усиления такой установки состоял из однотактного усилителя модели 91 с выходной мощностью 8 Вт, нагруженного на двухполосную рупорную акустическую систему по схеме Шерера. Уровнем выше располагался пятнадцативаттный двухтактный усилитель модели 86.
Технически совершенная, дорогая аппаратура оказалась не востребованной рынком. В стране продолжалась Великая депрессия, и владельцы кинотеатров, лишь несколько лет назад установившие звук первого поколения, были не готовы вкладываться в новую систему. Компания смогла произвести и сдать в аренду всего лишь четыре тысячи комплектов Mirrophonic. В 1935 году некогда прибыльное сервисное подразделение Western Electric впервые принесло убыток; год спустя крупнейшие киностудии отказались от контракта с Western Electric в пользу новейшей системы RCA, и в 1937 году компания свернула активную деятельность в кинематографе. С тех пор Western Electric лишь обслуживала установленные ранее звуковые системы.
В 1938 году Western Electric изменила цоколёвку 300А, унифицировав её с лампами предшествовавшего поколения. Новая лампа, получившая обозначение 300B, также применялась исключительно в профессиональной аппаратуре — в кинематографических и трансляционных УНЧ и в авиационном радиопередатчике 27А. Western Electric в принципе не занималась массовым производством ламп и не пыталась выйти на потребительский рынок: главными приоритетами компании были надёжность и долговечность. В производстве 300A и 300B использовались лучшие технологии и материалы своего времени. Баллон лампы выдувался из «мягкого», легкоплавкого стекла с заметной электрической проводимостью (что способствует стеканию паразитного электрического заряда), а основание баллона — из тугоплавкого, изолирующего силикатного стекла. Внутриламповая арматура изготовлялась из чистого никеля, аноды — из никеля, чернёного углеродом в углеводородной среде, катоды — из никелевой ленты, покрытой тройным слоем карбоната бария. Сетки выполнялись из молибденового провода на никелевых траверсах, выводы лампы — из меди, покрытой слоем платинита. Расстояние между катодом и сеткой всего лишь в два раза меньше расстояния между сеткой и анодом — поэтому вольт-амперные характеристики 300B намного ближе к идеальным, диктуемым законом трёх вторых, чем характеристики ламп последующих поколений.
300B стала вершиной развития низкочастотных прямонакальных триодов. Лампа отличалась низким уровнем нелинейных искажений, исключительной долговечностью (расчётный срок службы 40 тысяч часов) и была самой мощной в своём классе (по данным производителя, предельная выходная мощность однотактного УНЧ на 300B достигала 17,8 Вт, на практике же 300В развивала мощность около 8…10 Вт). Сопоставимую, но несколько меньшую, мощность имели лишь прямонакальный триод европейской разработки PX25 (Marconi-Osram Valve, 1932 год) и британская копия 300В, производившаяся компанией STC под обозначением 4300B. Дальнейшее совершенствование низкочастотных прямонакальных триодов оказалось ненужным: в конце 1930-х годов им на смену пришли мощные экранированные лампы — пентоды и лучевые тетроды. Триоды были отвергнуты и объявлены «устаревшими» ещё до начала Второй мировой войны, а экранированные лампы доминировали в схемотехнике УНЧ до самого заката ламповой эпохи, несмотря на худшее качество звучания.

После Второй мировой войны 300B использовалась в новых разработках УНЧ лишь один раз, в модели Brook 10C, и лишь как альтернатива основному выбору конструкторов и пользователей — 2A3. Для использования в бытовой аппаратуре лампа была слишком дорога. Основной же сферой её применения в послевоенное время стали стабилизаторы напряжения повышенной надёжности для военно-космической отрасли США. Государственный заказ поддерживал производство архаичного прямонакального триода целых полвека: компания Western Electric прекратила существование в 1984 году, а её завод в Канзас-Сити, перешедший под управление Lucent, выпускал 300B до 1988 года. По продолжительности непрерывного выпуска 300B уступила лишь триоду 215А, производившемуся с 1918 года до середины 1970-х годов.

### Ажиотаж в Японии

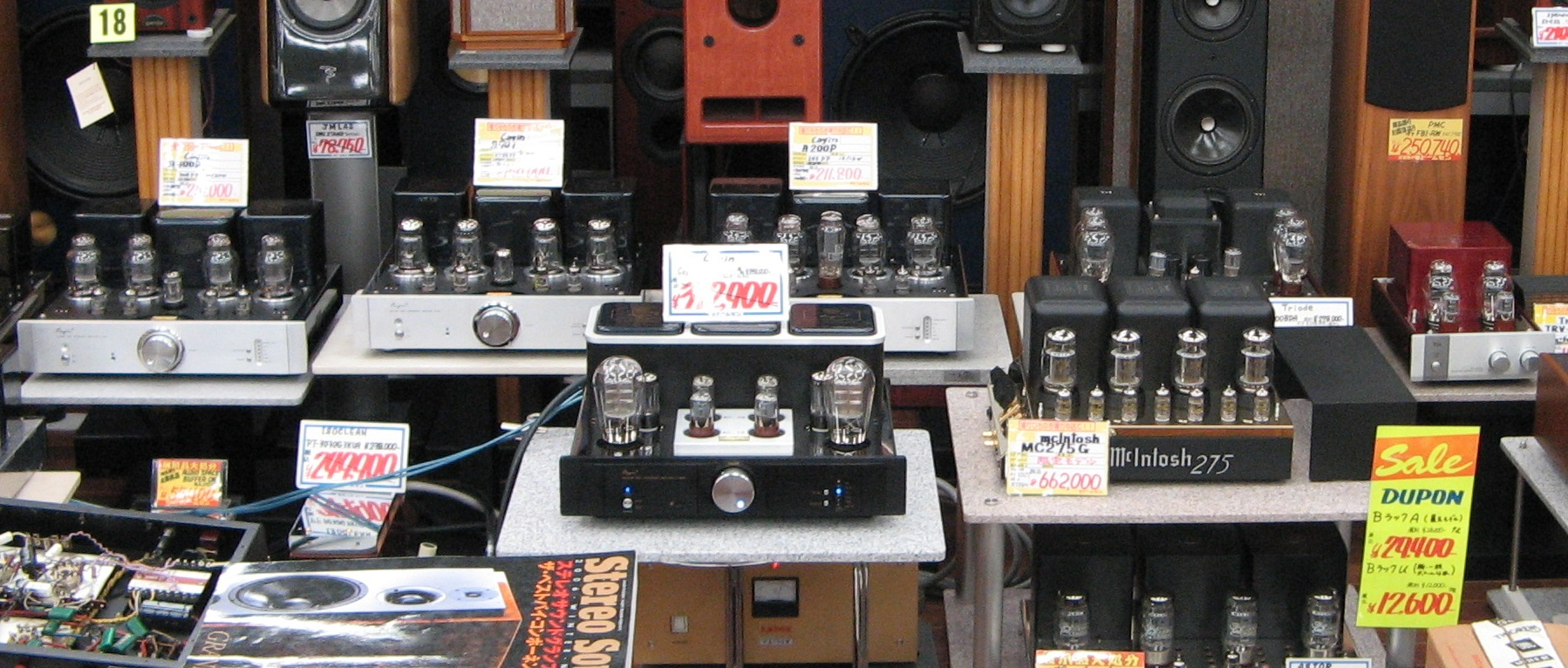
Витрина в Акихабаре, 2006 год. В центре однотактный УНЧ современного производства на китайских 300B с сетчатыми анодами.

В 1960-е годы, когда весь мир переходил с ламп на транзисторы, в Японии зародилась особая национальная школа лампового Hi-End. Японские любители приобрели вкус к однотактным усилителям на триодах 2A3 и к высокочувствительной рупорной акустике, способной раскрыть возможности таких маломощных усилителей. Тогда же, в 1960-е годы, неизвестную до того 300В «открыли» немногочисленные французские аудиофилы; в 1972—1973 годы, благодаря публикациям франко-японского конструктора Жана Хираги, французские идеи проникли в Японию. За несколько лет в среде японских аудиофилов, а затем просто состоятельных людей, возник иррациональный, непонятный для иностранцев культ Western Electric. Изделия этой (и только этой) марки стали вожделенным статусным товаром. Особенно удачливые коллекционеры устанавливали дома полномасштабные звукоустановки Mirrophonic, предназначавшиеся для больших кинозалов. Цены на наиболее востребованные УНЧ Western Electric достигли 1,5…3 млн иен; конденсаторы, сопротивления, провода, маркированные именем легендарной фирмы, перепродавались по необыкновенно высоким ценам.
Ажиотаж в Японии совпал во времени с техническим перевооружением американских киносетей. Японские коллекционеры первой волны успели скупить и вывезти из США сохранившиеся там усилители и акустические системы Mirrophonic; японские дилеры буквально прочёсывали горы металлолома, который американцы отправляли в переплавку на Тайвань. В первой половине 1980-х этот источник антиквариата был исчерпан: весь парк подлинных усилителей Western Electric осел в заокеанских «сокровищницах». В ответ японские фирмы начали серийный выпуск их упрощённых копий, что лишь подстегнуло спрос на 300B. Единственным стабильным источником 300B оставался завод в Канзас-Сити, работавший на экспорт в Японию. Заказы из Японии непрерывно разогревали цены на лампы в США, но самих американцев архаичные триоды интересовали мало. На тогдашнем американском рынке Hi-End доминировали мощные двухтактные усилители на лучевых тетродах, построенные по рецептам 1950-х.

В последний год производства оригинальных Western Electric 300B цена на новые лампы составляла 125 долларов за штуку. В 1990 году последние заводские запасы были распроданы, и рыночная цена взлетела до 300 долларов. Иностранцы и предусмотрительные американцы скупали все 300В, появлявшиеся в открытой продаже, — при том, что в самих США бум спроса на прямонакальные триоды ещё не начался. Мода на 300B пришла в США лишь в середине 1990-х годов, когда запасы оригинальных ламп были исчерпаны. Вскоре, с началом кризиса 1997—1998 годов, ажиотаж в Японии утих, но к тому времени ламповым антиквариатом всерьёз заинтересовались в Корее и на Тайване.

### Возобновление производства
Спрос на дефицитный товар породил предложение. В 1989 году компания Richardson Electronics, специализировавшаяся на поставках и мелкосерийном производстве вакуумной техники, возобновила производство 300B под торговой маркой Cetron. Большинство этих ламп экспортировались в Азию. В 1992 году, когда цены на подлинные WE 300B достигли 1200 долларов, на рынке США появились китайские 300B компании Shuguang по 50 долларов за штуку. В последующие года лампы Shuguang и родственной ей компании Fullmusic распространялись под множеством разных марок (Sofia, Princess, PS Vane и другие). В 1994 году Алёша Вайш (торговые марки Vaic и AVVT) наладил в Чехии производство «авторского» умощнённого варианта 300В — Vaic VV30B, а владельцы американской марки Sovtek наладили производство 300В на заводе «Рефлектор» в Саратове. Летом 1997 года начались поставки SV300B с завода «Светлана» в Малой Вишере. В 2001 году предприятие Вайша прекратило существование, но его разработки были скопированы и воспроизведены сначала Рикардо Кроном (KR Audio), а затем Чарлзом Уайтнером (Westrex).
Предприниматель и аудиофил Чарлз Уайтнер выкупил у AT&T права на торговую марку Westrex (Western Electric Exports) и на производство 300В по оригинальным техническим условиям Western Electric в октябре 1994 года. Ещё год ушёл на поиски финансирования и на переговоры об аренде сохранившихся площадей радиозавода в Канзас-Сити. Уайтнер, с его слов, сумел не только перезапустить историческое производство, но и вернул в строй двенадцать мастеров, некогда изготавливавших подлинные 300В. Производство началось в августе 1996 года, но первые две тысячи ламп были забракованы, а отладка технологии заняла ещё год. Во второй половине 1997 года Уайтнеру удалось выпустить и продать десять тысяч годных ламп. Половина из них ушла на экспорт в Азию; в США лампы Уайтнера продавались по 800 долларов за пару. В 2013 году газеты сообщили о возрождении производства радиоламп Western Electric в городке Россвилл, штат Джорджия. За новым предприятием со старым, знаменитым именем стоял всё тот же Уайтнер — на этот раз он выкупил у AT&T права на торговую марку Western Electric и заявил о развёртывании полноценного электровакуумного производства «с чистого листа».

По данным Яка ван дер Валле, в 1989—2016 годы «новодельные» 300В выпускались на тринадцати заводах в семи странах (Германия, Китай, Россия, Словакия, США, Чехия и Япония). Одни из этих ламп позиционировались как точные копии 300B, выпущенные на историческом оборудовании Western Electric, другие — как недорогие замены оригинала, третьи — как его умощнённые, усовершенствованные производные. Выпускаемая с 2015 года лампа германской компании ELROG и вовсе имеет не оксидный, а торированный катод — что, по мнению ван дер Валле, не позволяет причислять её к семейству 300В. Китайские лампы 1990-х годов отличались неприемлемо коротким, порядка 500 часов, сроком службы, а лампы саратовского «Рефлектора» — аномальными, нехарактерными для прямонакальных триодов вольт-амперными характеристиками и чрезмерными нелинейными искажениями. Разброс характеристик ламп-новоделов столь велик, что уместно говорить не о «копиях 300B», а о целом семействе ламп современной разработки, использующих имя легендарной лампы.

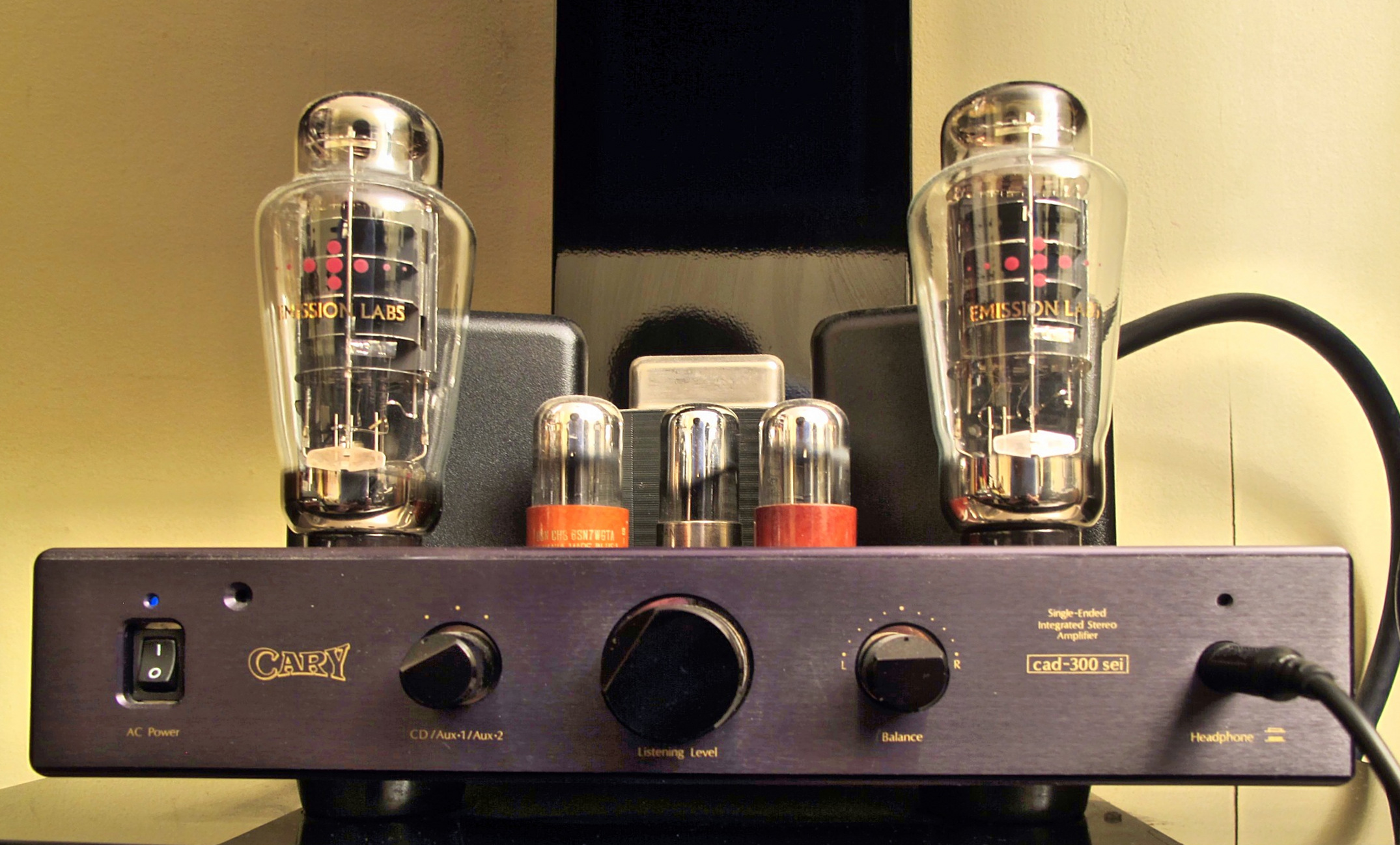
Интегрированный УНЧ начального уровня Cary Audio (США) на сверхмощных лампах 300B-XLS производства Emission Labs (Чехия). Традиционная трёхкаскадная схемотехника, предварительные каскады на 6SN7

### Применение лампы в конце XX — начале XXI веков
Подавляющее большинство серийных устройств на 300B — однотактные усилители мощности звуковой частоты. Усилители конца XX века, как правило, представляли собой примитивные, схемотехнически простейшие конструкции. Выходной триод типичного УНЧ этого поколения нагружен на сопротивление в диапазоне 2,5…3,5 кОм; автоматическое (катодное) смещение стабилизирует ток покоя 300В на уровне примерно 60 мА. Сетка триода раскачивается двумя каскадами предварительного усиления с ёмкостными связями. Отсутствие общей отрицательной обратной связи делает такой усилитель крайне чувствительным к линейности выходного триода и к качеству выходного трансформатора.
Прямонакальные триоды 2A3 и 300B эпизодически применяются в качестве предвыходных каскадов (драйверов) УНЧ на особо мощных триодах. Например, в серийном однотактном УНЧ Audio Note Ankoru (середина 1990-х годов) предвыходная 300B, нагруженная межкаскадным трансформатором, раскачивает сетки двух параллельно включённых передающих триодов 845. Конструктор усилителя планировал использовать в роли драйвера триод 2A3, но не сумел обуздать свойственные новодельным 2A3 случайные флуктуации тока. Единственной серийно производимой альтернативой стала 300B.
Японский конструктор Сусуму Сакума неоднократно публиковал в MJ Audio Technology Magazine экзотические авторские конструкции фонокорректоров и предварительных усилителей на 300В. Сакума традиционно применяет трансформаторную связь каскадов, питание прямонакальных катодов нестабилизированным постоянным током и активные ламповые шунты (в том числе на триодах 300B) для фильтрации помех по цепи питания.

В серийных предусилителях, производимых за пределами Японии, по состоянию на 2008 год 300B применялась лишь дважды: в балансном Reference 2 гонконгской компании Audio Space и в однофазном Neo-Classic американской Manley Laboratories. 300В плохо подходит для усиления малых сигналов: коэффициент усиления лампы слишком низок (μ ≈ 3,8), внутриламповые шумы слишком высоки, лампа подвержена сильному микрофонному эффекту и чувствительна к внешним электромагнитным помехам. Поэтому в обеих названных моделях основное усиление осуществляет входной каскад на 6SL7, нагруженный на сетку 300B. В предусилителе Audio Space между 300B и выходным разъёмом включён и третий каскад — катодный повторитель на той же 6SL7.

## Электрические характеристики

### Характеристики Western Electric 300B
| Показатель                                                | Единица измерений | Предельные эксплуатационные данные | Предельные эксплуатационные данные | Номинальные режимы | Номинальные режимы | Рекомендованные производителем режимы (данные 1950 года) | Рекомендованные производителем режимы (данные 1950 года) | Рекомендованные производителем режимы (данные 1950 года) | Рекомендованные производителем режимы (данные 1950 года) |
| Показатель                                                | Единица измерений | Предельные эксплуатационные данные | Предельные эксплуатационные данные | Номинальные режимы | Номинальные режимы | Однотактный УНЧ в режиме А1                              | Однотактный УНЧ в режиме А1                              | Двухтактный УНЧ в режиме А1                              | Двухтактный УНЧ в режиме А1                              |
| Показатель                                                | Единица измерений | Данные 1939 года                   | Данные 1950 года                   | Данные 1939 года   | Данные 1950 года   | Вариант I                                                | Вариант II                                               | Вариант I                                                | Вариант II                                               |
| --------------------------------------------------------- | ----------------- | ---------------------------------- | ---------------------------------- | ------------------ | ------------------ | -------------------------------------------------------- | -------------------------------------------------------- | -------------------------------------------------------- | -------------------------------------------------------- |
| Напряжение на аноде                                       | В                 | 450                                | 400                                | 300                | 350                | 300                                                      | 350                                                      | 300                                                      | 350                                                      |
| Напряжение смещения на сетке                              | В                 |                                    |                                    | −61                | −74                | −61                                                      | −74                                                      | −61                                                      | −67,5                                                    |
| Ток анода                                                 | мА                | 70 или 100                         | 100                                | 60                 | 60                 |                                                          |                                                          |                                                          |                                                          |
| Мощность, рассеиваемая на аноде                           | Вт                | 40                                 | 36                                 |                    |                    |                                                          |                                                          |                                                          |                                                          |
| Внутреннее сопротивление                                  | Ом                |                                    |                                    | 700                | 790                | 740                                                      | 790                                                      | 740                                                      | н.д.                                                     |
| Крутизна характеристики                                   | мА/В              |                                    |                                    | 5,5                | 5,0                | 5,3                                                      | 5,0                                                      | 5,3                                                      | н.д.                                                     |
| Коэффициент усиления                                      |                   |                                    |                                    | 3,85               | 3,9                | 3,9                                                      | 3,9                                                      | 3,9                                                      | 3,9                                                      |
| Сопротивление нагрузки                                    | Ом                |                                    |                                    |                    |                    | 3000                                                     | 4000                                                     | 4000                                                     | 4000                                                     |
| Амплитуда напряжения сигнала на сетке                     | В                 |                                    |                                    |                    |                    | 61                                                       | 74                                                       | 122                                                      | 135                                                      |
| Ток покоя каскада                                         | мА                |                                    |                                    |                    |                    | 62                                                       | 60                                                       | 100                                                      | 170                                                      |
| Максимальный ток, потребляемый каскадом                   | мА                |                                    |                                    |                    |                    | 74                                                       | 77                                                       | 150                                                      | 200                                                      |
| Выходная мощность                                         | Вт                |                                    |                                    |                    | 8                  | 6                                                        | 7                                                        | 10                                                       | 20                                                       |
| Коэффициент нелинейных искажений на максимальной мощности | %                 |                                    |                                    |                    |                    | 5                                                        | 5                                                        | 4,5                                                      | 2                                                        |

### Предельные эксплуатационные данные
В документации Western Electric разных лет выпуска приведены различные значения предельно допустимых напряжений и мощностей. В 1930-е годы производители США декларировали абсолютные максимальные значения (англ. absolute maximum values) — предельные значения эксплуатационных параметров, которые нельзя было превышать ни при каких обстоятельствах, даже в самых тяжёлых условиях эксплуатации. Абсолютные максимальные напряжение и мощность рассеяния на аноде 300B, по документации 1930-х годов, равны 450 В и 40 Вт; превышение любого из этих показателей приводит к ускоренному старению лампы или к катастрофическому отказу. В конце 1939 года промышленность США отказалась от декларирования абсолютных максимальных значений; вместо них в документации стали указывать средние расчётные предельные значения (англ. design-center values) — предельные величины нормального режима эксплуатации с десятипроцентным запасом на вероятные отклонения напряжения электрической сети от стандарта. В новой системе напряжение и мощность рассеяния на аноде 300B были ограничены меньшими значениями — 400 В и 36 Вт соответственно; сами же лампы не изменились.
Предельно допустимые показатели ламп-новоделов могут быть и выше, и ниже показателей оригинала. Лишь некоторые новоделы полностью взаимозаменяемы с WE 300B. Например, особо мощная лампа Emission Labs 300B-XLS характеризуется допустимой мощностью рассеяния на аноде 55 Вт, а оптимальная с точки зрения долговечности мощность не должна превосходить 43 Вт. Для «обычной» 300B того же производителя эти показатели составляют 36 и 33 Вт, а для «премиумной» 300B-MESH с плетёным анодом — всего 28 и 22 Вт. Такая лампа не может быть использована в большинстве УНЧ на классической 300B.

### Питание накала
Катоды всех вариантов 300B требуют питания постоянным или переменным напряжением 5,0 В. Ток накала не нормируется; на практике у ламп-новоделов 1990-х годов он составляет от 1,07 до 1,61 А. Дифференциальное сопротивление раскалённого катода составляет примерно 5…6 Ом, сопротивление холодного катода — около 1 Ом, поэтому начальный ток накала может в 6…8 раз превышать номинальное значение. Допустимый интервал напряжения накала в документации Western Electric не указывался; упоминалось лишь, что оно «должно быть настолько близко к номинальному значению, насколько это возможно». Другие производители мощных ламп с оксидными катодами обычно предписывали, чтобы напряжение накала отклонялось от номинала не более чем на ±5 %. Отклонения свыше этих пределов, но не более +15 % от номинала, допустимы ценой уменьшения срока службы лампы (каждый 1 % перекала снижает срок службы на 3 %). Перекал свыше 15 % приводит к катастрофическому разрушению катода. 
С точки зрения надёжности и стоимости предпочтительно традиционное питание накала переменным напряжением от отдельной накальной обмотки с виртуальной или реальной (именно этот вариант рекомендовала Western Electric) средней точкой. Внутреннее сопротивление и нелинейность магнитопровода трансформатора ограничивают пусковой ток; «левое» и «правое» плечи нити накала работают в равных условиях. Недостаток классической схемы — неизбежное прохождение сетевого фона на выход усилителя. В двухтактных УНЧ фон можно снизить до пренебрежимо малых величин, менее 1 мВ на вторичной обмотке выходного трансформатора; в однотактных УНЧ достижим уровень фона порядка 5 мВ. Наименьшим фоном (3 мВ) отличаются лампы-новоделы, в которых напряжение накала подаётся в буквальном смысле на левое и правое плечи W-образного катода. В оригинальной WE 300B один из полюсов накальной обмотки подключён к средней точке катода — такая конфигурация более подвержена сетевому фону.
Для полного устранения сетевого фона может быть применено питание накала от вторичного источника переменного напряжения ультразвуковой частоты либо питание от стабилизатора постоянного напряжения или тока. Во избежание проникновения помех в сигнальную цепь стабилизатор следует подключать по схеме с виртуальной средней точкой; заземление одного из выводов катода нежелательно. Недостаток всех схем питания постоянным напряжением или током — асимметрия режимов работы «холодного» и «горячего» плеч нити накала, сокращающая срок службы лампы. Чем ниже токоотбор с «холодного» плеча, тем быстрее оно стареет, поэтому применение накальных стабилизаторов оправдано только тогда, когда лампа работает в режиме полной мощности. Выбор между стабилизацией напряжения и стабилизацией тока — спорная, неоднозначная тема. Стабилизаторы тока, с точки зрения их сторонников, предпочтительнее, так как якобы не влияют на протекание сигнальных токов через нить накала. Противники этого подхода, например, чешский производитель 300B Emission Labs, утверждают, что использование стабилизаторов тока само по себе не влияет на звуковой почерк лампы. Однако оно чрезмерно затягивает прогрев катода (в наихудшем случае лампа может вообще не выйти на штатный режим), что делает обязательной задержку анодного питания, и требует индивидуальной настройки под каждую лампу.

### Начальный прогрев
Субъективно воспринимаемый звуковой почерк новой лампы и в меньшей степени её объективно измеримые характеристики отличаются от почерка и характеристик «прогретой», приработанной лампы. Минимальный период начального прогрева 300В с катодом, легированным кальцием и прошедшим на заводе-изготовителе полноценную активацию и электротермотренировку, составляет, по разным данным, от 50 до 200 часов под нагрузкой. За это время на поверхности раскалённого катода формируется стабильная структура оксида; локальные неравномерности эмиссии снижаются до минимума, лампа достигает «пика формы». Затем начинается медленное, необратимое старение оксидного слоя. Если производитель не использовал легирование кальцием, то период прогрева существенно удлиняется: например, уайтнеровская Western Electric рекомендовала прогрев в течение как минимум 500 часов. Такие лампы стареют намного медленнее кальцинированных.

### Выбор режима. Нелинейные искажения
300B используется исключительно в усилительных каскадах класса А1 — при отрицательных смещениях на сетке, исключающих протекание сеточных токов. Документация Western Electric 1930-х годов рассматривала несколько десятков различных режимов работы однотактного УНЧ на 300B, в диапазоне анодных напряжений от 200 до 450 В и токов покоя от 30 до 80 мА. С увеличением анодного напряжения на каждые 50 В выходная мощность при работе на согласованную нагрузку возрастает примерно на 2 Вт; абсолютный максимум выходной мощности в 17,8 Вт достигается при напряжении на аноде 450 В, токе анода 80 мА и сопротивлении нагрузки 2 кОм. Однако режимы максимальной выходной мощности отличаются наибольшими нелинейными искажениями и поэтому нежелательны в высококачественной аппаратуре. Для снижения КНИ до величины не более 5 % следует увеличить сопротивление нагрузки примерно вдвое, до 3…5 кОм в зависимости от выбранного режима; максимальная выходная мощность при этом снижается до 7…10 Вт. Чем больше ток покоя и чем больше напряжение на аноде, тем эффективнее эта мера снижает искажения, особенно уровень неблагозвучной третьей гармоники.
Приведённые в справочных данных величины КНИ — предельные значения, соответствующие максимальной выходной мощности. С уменьшением амплитуды управляющего напряжения (и соответственно выходной мощности) КНИ уменьшается: коэффициент второй гармоники (F2) падает пропорционально амплитуде входного сигнала, коэффициент третьей (F3) — пропорционально её квадрату. Поэтому для любого значения управляющего напряжения, не превосходящего напряжение смещения, эти коэффициенты можно рассчитать простым делением табличных значений F2m и F3m. Испытания реальных УНЧ на 300В производства «Светланы», проведённые в 1999 году, подтверждают теорию и основанные на ней и на табличных данных Western Electric модели лампы в PSpice. В диапазоне выходных мощностей 0,2…10Вт КНИ УНЧ с нагрузкой 5 кОм растёт пропорционально амплитуде входного сигнала, с примерно 0,3 % до 3,5 %. Выше порога в 10 Вт начинается ограничение сигнала, КНИ резко возрастает. Такое совпадение параметров лампы-новодела и оригинальной WE 300B само по себе весьма редко. Лампы производства 1990-х годов, за редким исключением, не были равноценны оригиналу ни по электрическим характеристикам, ни даже по габаритным размерам. 300B производства «Светланы» превосходили лампы Western Electric по показателям выходной мощности и нелинейных искажений, а у 300B производства «Рефлектора» те же показатели были неудовлетворительными — не более 4…5 Вт при 5 % искажений.

## Комментарии
1. ↑  Одним из немногих любителей, использовавших 300B в 1950-е годы, был Деннис Хэд — в будущем главный конструктор Cary Audio. Хэд вспоминал, что, будучи подростком, узнал о существовании 300B из журнала и с трудом сумел разыскать её в продаже. Пара 300 B обошлась ему в 1954 году в 10 долларов, тогда как пара 2A3 стоила всего один доллар[4].
2. ↑  В номенклатуре RCA два буквенных символа (UX, UV, UY) обозначали форму цоколя, а первая цифра — торговую марку, под которой лампа шла в продажу (1 — Arcturus, 2 — RCA, 3 — Cunningham и так далее). Собственно тип лампы обозначали лишь вторая и третья цифры[5].
3. ↑  Полноценная низковольтная замена типа 50 — триод 2A3 — был выпущен лишь в январе 1933 года. Это был единственный мощный триод, разработанный на самой RCA[10].
4. ↑  Первый серийный пентод был выпущен Philips в 1927 году. Первый американский пентод приемлемого качества появился лишь в 1931 году[13].
5. ↑  В 1936 году были выпущены два варианта, 91А или 91В. Буквенный индекс А или B в обозначении УНЧ Western Electric указывал не на тип выходной лампы (300B ещё не существовало), а на вариант комплектации[18][19].
6. ↑  Завод WE в Канзас-Сити (англ. WE Kansas City Works) фактически базировался не в самом Канзас-Сити, а в его пригороде Лис-Саммит.
7. ↑  Меньшее значение соответствует фиксированному смещению (без подбора лампы), большее — автоматическому смещению либо фиксированному смещению с ручной подстройкой.
8. 1 2  Напряжение между двумя (противофазными) сетками.
9. ↑  Так же величина отклонения, не более ±10 %, закреплена действующим российским ГОСТ 32144—2013.
10. ↑  Среднеквадратическое напряжение на вторичной обмотке выходного трансформатора, нагруженного штатной нагрузкой. При использовании высокочувствительной акустики фон в 5 мВ хорошо заметен на слух.